# Fairy Tale About Father Frost, Ivan and Nastya
Fairy Tale About Father Frost, Ivan and Nastya (чеш. Mrazík) — компьютерная игра в жанре point-and-click-квеста, разработанная и изданная чешской компанией Bohemia Interactive для компьютеров под управлением Windows в 2000 году.
В России издавалась под названием «Морозко».

## Игровой процесс
Fairy Tale About Father Frost, Ivan and Nastya — классический point-and-click квест. В игре присутствуют два игровых персонажа, Настя и Иван; на каждом уровне игрок управляет одним из них. Персонажи могут собирать предметы и использовать их. Возможно также применение одного предмета на другой в инвентаре.
В игре присутствуют рисованные кат-сцены.

## Сюжет
Игра основана на советском фильме «Морозко» 1964 года. Сюжет в целом идентичен фильму, однако имеются некоторые сюжетные расхождения[уточнить].

## Разработка
Идейным вдохновителем игры стал фильм «Морозко», популярный в Чехословакии — его часто показывали на новый год. По личным заявлением разработчиков, перед началом разработки они прочитали около 1000 русских и чешских народных сказок и былин.
При разработке игры использовалось 3D-моделирование и технология захвата движения.
Разработка началась в конце 1999 года, впервые об игре было публично объявлено 24 августа 2000 года.
Выпуск изначально был назначен на конец октября 2000 года, однако он был сдвинут сначала на ноябрь, потом на декабрь. Игра вышла 20 декабря 2000 года.
11 апреля 2002 года в продажу поступила русскоязычная версия игры. Локализатором и издателем игры на территории России выступила Акелла.
30 апреля 2014 года игра была переиздана в Steam.

## Рецензии и оценки
Fairy Tale About Father Frost, Ivan and Nastya получила положительные отзывы критиков.
«Games.CZ» оценили игру на 8 из 10, подчеркнув, что это отличная, простая в освоении и недорогая игра для детей.
Издание «Навигатор игрового мира» похвалило графику, простоту интерфейса, назвав игру «неплохим детским квестом».
Журналисты «Игромании» оценили игру положительно, дав игре оценку в 7,5 балла, заявив, что «квест получился толковый — не шедевр, конечно, но понравиться вполне способен». Рецензенты похвалили головоломки, анимации и музыку, а также русскую озвучку.